# Verdades verdaderas
Verdades verdaderas, también conocida como Verdades verdaderas, la vida de Estela, es una película argentina biográfica-histórica de 2011 dirigida por Nicolás Gil Lavedra (en su ópera prima) y basada en la vida de la docente, activista por los derechos humanos y presidenta de Abuelas de Plaza de Mayo, Estela de Carlotto. Es protagonizada por Susú Pecoraro, Alejandro Awada, Rita Cortese, Laura Novoa, Inés Efron y Fernán Miras.
El film narra la historia de Carlotto centrándose en la misma durante el oscuro periodo de la última dictadura cívico-militar argentina (1976-1983). Casi tres años después de la realización de la película, el martes 5 de agosto de 2014, Estela Barnes de Carlotto finalmente encontró a su nieto Guido Montoya Carlotto, quien fue secuestrado durante la última dictadura -luego de asesinar y desaparecer a sus padres- y entregado a una familia adoptiva. Guido se convirtió en el nieto N° 114 recuperado mediante el accionar de las Abuelas de Plaza de Mayo.

## Contexto histórico
«La memoria sirve para no volver a cometer los mismos errores, se deben enfrentar los hechos trágicos porque sólo así podremos transformar el dolor en acción reparadora».
En 1976, un Golpe de Estado de las Fuerzas Armadas desalojó al Gobierno constitucional argentino, y una política de terror y avasallamiento de los derechos humanos se instaló en el poder. En pocos años, esta política desembocó en una espiral de violencia oculta y silenciosa que asesinó a 30.000 ciudadanos de toda edad y condición social. Se los mal llamó desaparecidos, y había entre ellos pequeños de corta edad y criaturas en proceso de gestación que vieron la luz en las cárceles de la dictadura militar y que fueron robados por sus mismos secuestradores que los anotaron como hijos propios.
Cuenta de la transformación a lo largo de su vida, la búsqueda de una esposa, la búsqueda de una madre, la búsqueda de una abuela, la lucha por los ideales de justicia, la lucha por la reconciliación, la lucha por los reencuentros.
La vida de Estela, atravesando el dolor, puede ser un ejemplo para cualquier persona que sufrió una pérdida, no sólo perdidas familiares por la dictadura militar, sino cualquier tipo de pérdida injusta.

## Reparto
- Susú Pecoraro ... Estela de Carlotto
- Alejandro Awada ... Guido Carlotto
- Laura Novoa ... Claudia Carlotto
- Fernán Mirás ... Kibo Carlotto
- Inés Efrón ... Laura Carlotto
- Carlos Portaluppi ... Abel
- Guadalupe Docampo ... Claudia Carlotto (joven)
- Guido Botto Fiora ... Kibo (joven)
- Martín Salazar ... Remo
- Nicolás Condito ... Remo (joven)
- Elcida Villagra
- Rita Cortese
- Flora Ferrari
- Alexia Moyano ... Exiliada

## Festivales en los que participó
- 20  mo. Festival Biarritz Amérique Latine, Francia.

Competencia Oficial - septiembre de 2011
- 56 Seminci, Semana Internacional de Cine de Valladolid, España.

Competencia Oficial - octubre de 2011
- 26º Festival Internacional de Cine de Mar del Plata, Argentina.

Competencia Argentina - noviembre de 2011
- 33º Festival Internacional del Nuevo Cine Latinoamericano de La Habana, Cuba.

Proyección Especial - diciembre de 2011
- 23 rd. Palm Spring International Film Festival, Estados Unidos.

World Cinema, enero de 2012
- 28 Festival International du Film d´Amour de Mons, Bélgica.

Lumières d'Ailleurs, febrero de 2012
- Les Reflets du Cinema Iberique & Latino-Americain, Francia, marzo de 2012.
- Rencontres Cinema d´Amerique Latine de Toulouse, Francia.

Panorama - marzo de 2012

## Premios
- 23º Festival Internacional de Viña del Mar, Chile.

Competencia Oficial - Ganadora del premio a Mejor Actriz Protagónica - noviembre de 2011
- 18º  Mostra de Cine Latinoamericano de Catalunya, España.

Competencia Oficial - Mención Especial del Jurado para Susú Pecoraro – Premio del Público, marzo de 2012 
- 2º Festival Internacional de Cine Político, Argentina.

Competencia Argentina, marzo de 2012
- 7º Muscat International Film Festival, Omán

Competencia Oficial – Ganadora del Bronze Kandhar a la Mejor Película, marzo de 2012
- Premio SIGNIS-WACC 2012 de Derechos Humanos, Canadá.